# Бум (фильм, 2003)
«Бум» (хинди बूम, англ. Boom) — индийский фильм-ограбление с элементами эротики и боевика, премьера которого в Индии состоялась 19 сентября 2003 года. Фильм стал дебютом в Болливуде для модели Катрины Каиф, ставшей впоследствии одной из наиболее высокооплачиваемых актрис индустрии.

## Сюжет
Ану Гаеквад, Шейла Бардес и Рина Каиф — три лучшие модели Индии, участвуют в показе мод, организованном престижным брендом ювелирных изделий с бриллиантами. Во время показа мод, одна из других моделей (возможно, намеренно) ставит подножку Ану, и та падает, что является нахудшим кошмаром для модели. Друзья Ану, Шейла и Рина, приходят на помощь. Трио тут же призывает виновницу к ответу, и спор (завязавшийся перед аудиторией) переходит в драку. Пока девушки дерутся друг с другом, происходит то, чего они не ожидали. Сотни сверкающих украденных бриллиантов, которые должны были быть вывезены контрабандой из страны, выпадают из волос модели на рампу, только для того, чтобы быть схваченными папарацци и знаменитостями.
Ану, Шейла и Рина в шоке, когда показ мод превращается в хаос. Украденные бриллианты бесценны и должны быть возвращены бандитам, которые требуют от трёх моделей нести ответственность за их утерю. Бриллианты были украдены Чоте Мием и должны были быть отправлены контрабандой в Дубай, где должны были быть переданы его братьям. Лидер трио, Баде Мия решил вернуть алмазы и поэтому начинает игру «кошки-мышки» между тремя моделями и тремя бандитами. Кому удастся перехитрить остальных?

## В ролях
- Амитабх Баччан — Баде Мия, лидер банды
- Гулшан Гровер — Медиум Мия / он же Милашка Салим
- Джеки Шрофф — Чоте Мия / 50-50, главный антагонист
- Катрина Каиф — Рина Каиф, она же Попди Чинкчпокли
- Падма Лакшми — Шейла Бардез
- Мадху Сапре — Ану Гаевкад
- Зинат Аман — Элис
- Джавед Джаффри — Бум Шанкар, он же Бум Бум
- Сима Бисвас — Бхарти
- Боман Ирани — владелец ювелирного магазина
- Бо Дерек — в роли самой себя
- Маниш Малхотра — в роли самого себя
- Wendell Rodricks[англ.] — в роли самого себя

## Производство
После выхода фильма Bombay Boys, который был снят на хинди и английском режиссёр Кайзад Густад решил снять следующий фильм, но на этот раз боевик.
На роль главных героев, которые будут бандитами, были выбраны Амитабх Баччан, Джеки Шрофф и Гулшан Гровер. Жена Джеки Айеша вызвалась стать продюсером проекта под своим баннером «Jackie Shroff Entertainment Limited».
На главные женские роли Кайзад решил взять Мадху Сапре, которая стала известна после скандальной выходки в рекламе, где она снялась обнажённой с тогдашним бойфрендом Милиндом Соманом, и Падму Лакшми, актрису индийского происхождения, которая тогда была известна по итальянским сериалам. Третью актрису Кайзад нашёл на неделе моды в Лондоне, ею оказалась британская модель индийского происхождения Катрина Каиф, которая в то время не умела говорить на хинди.
Фильм снимали на Шри-Ланке и в Дубае.

## Саундтрек
| №   | Название                            | Исполнители                   | Длительность |
| --- | ----------------------------------- | ----------------------------- | ------------ |
| 1.  | «Boom»                              | Ila Arun                      |              |
| 2.  | «Mundian To Bach Ke»                | Labh Janjua                   |              |
| 3.  | «Nachna Tere Naal (Dance With You)» | Jay Sean, Juggi D.            |              |
| 4.  | «I See You Baby»                    | Groove Armanda, Gram'ma Funk  |              |
| 5.  | «Dope The Pope»                     | Sukhwinder Singh, Sowmya Raoh |              |
| 6.  | «Punjabi 5-0»                       | The Dum Dum Project           |              |
| 7.  | «Zindabad»                          | Ravi Singh                    |              |
| 8.  | «Ramp-age»                          | Sowmya Raoh                   |              |
| 9.  | «Nuttin Happen»                     | D'Caro                        |              |
| 10. | «Seduction Saavariya»               | Sonu Kakkar, Sunitha Sarathy  |              |
| 11. | «Two Dons and a Bitch»              | Sandeep Chowta                |              |
| 12. | «It's Safe»                         | D'Caro                        |              |
| 13. | «The Crawford Market Feeling»       | Sandeep Chowta                |              |
| 14. | «Bhavani Dayani»                    | Jez Humble                    |              |
| 15. | «Boom» (Dat Guy Remix)              | Ila Arun                      |              |

## Релиз
Фильм провалился в прокате. Результаты были столь печальны, что продюсер фильма Айеша Шрофф Вынуждена была продать некоторые активы, принадлежащие ей и её мужу, чтобы выплатить долги кредиторам; деньги, причитающиеся только одному финансисту, составляли 180 миллионов рупий. Впоследствии она должна отмечала, что её брак пострадал вследствие того провала, и что её отношения с мужем «стали напряжёнными после „Бума“».
Эффективность кассовых сборов была особенно вопиющей с учётом того факта, что в этом фильме также играл Амитабх Баччан, один из наиболее популярных актёров в Болливуде.